# Caaschwitz
Caaschwitz település Németországban, azon belül Türingiában. Lakosainak száma 628 fő (2023. december 31.). Caaschwitz Silbitz és Bad Köstritz községekkel határos.

## Népesség
A település népességének változása:
| Lakosok száma | 621  | 627  | 639  | 642  | 628  |
|               | 2017 | 2019 | 2021 | 2022 | 2023 |